# Kutha
Kutha (també apareix com Cithah, Cutha, Kuthah, Qutha i Quthah; en sumeri Gudua, moderna Tell Ibrahim a la governació de Babil) fou una ciutat estat de Mesopotàmia, a l'est d'Accad que apareix sotmesa a Sargon I, i que es va revoltar contra Naramsin el 2260 aC. La llegenda del rei de Cutha, una inscripció fragmentària accàdia del gènere anomenat naru escrita com si fos la transcripció d'una estela reial, és de fet part de la Llegenda de Naramsin i no s'ha de considerar història. Es va trobar a la llibreria cuneïforme de Sultantepe al nord d'Haran. Sumu-la-El o Sumulael (vers 1880-1844 aC) rei de la primera dinastia de Babilònia, va restaurar les muralles de Kutha. Hammurabi (vers 1793-1750 aC) va derrotar a Kutha en el 39è any del seu regnat.
A les inscripcions assíries, Kutha apareix a l'obelisc de Salmanassar III, línia 82, en relació amb Babilònia. Xulgi, rei de la Tercera dinastia d'Ur, va construir el temple de Nergal a la ciutat, que va quedar en ruïnes i fou més tard reconstruït per Nabucodonosor II (vers 605-562 aC) i va posar les estàtues del deu en seguretat a l'interior.
Segons el Tanakh, fou una de les cinc ciutats mesopotàmiques de les que Sargon II d'Assíria (722-705 aC) va treure pobladors per cobrir el lloc dels israelians expulsats de Samària (2 Reis 17:24-30) i relata que aquests nous pobladors foren atacats per lleons, cosa que s'interpretà com que la seva tasca no era acceptable per la deïtat local, i es va demanar a Sargon II l'enviament d'algú que els pogués ensenyar. Així es va produir una barreja de pobles i religions, i els habitants de Samària foren anomenats cuthim (cuteus) en hebreu i samaritans pels grecs. Kutha fou també la capital de la deïtat de l'inframon sumeri, Irkalla. Flavi Josep diu que Kutha era el nom d'un riu i un districte, i Neubauer l'identifica com una comarca propera al Kurdistan.

## Arqueologia
El jaciment arqueològic, anomenat Tell Ibrahim, està format per un terreny en forma de mitja lluna d'un kilòmetre de llarg, formant un munt amb un munt gran més petit a l'oest; els dos munts estan separats pel llit sec d'un antic canal, Nahr Kutha, que desaiguava al canal anomenat Shatt al-Nol. El canal actual, en part basat en l'antic, es diu Habl Ibrahim. Els geògrafs àrabs parlen de dos llogarets bessons: Kutha Rabba i Kutha al-Tarik, però la segona desapareix aviat dels documents. Hi havia un pont que permetia creuar el canal en aquest lloc que sovint era esmentat com Djisr Kutha. Al-Mukaddasi l'anomena Madinat Ibrahim perquè l'associa amb Abraham que hauria nascut a la ciutat, el nom de la qual derivaria del seu besavi matern. Abraham hauria estat tirat a un forn per orde de Nimrod i durant segles s'han conservat i es mostren encara, cendres suposadament derivades d'aquest forn. La comarca (tassudj) de Kutha formava part del districte d'Ardashir Pabgan (dividit en 10 rustaks). La bíblica Ur de la que Abraham va emigrar no era la ciutat sumèria ben coneguda sinó un lloc de la comarca de Kutha. La nisba de Kutha era kuthí o khutaní.
El lloc fou estudiat primerament per George Rawlinson, que va trobar una rajola de Nabucodonosor II on s'esmentava la ciutat de Kutha. El lloc fou visitat per George Smith i per Edgar James Banks. Fou excavat per Hormuzd Rassam el 1881 durant 4 setmanes però només es van trobar alguns pots i unes tauletes.